# Frappe au marteau
 (novembre 2016).
Si vous disposez d'ouvrages ou d'articles de référence ou si vous connaissez des sites web de qualité traitant du thème abordé ici, merci de compléter l'article en donnant les références utiles à sa vérifiabilité et en les liant à la section « Notes et références ».

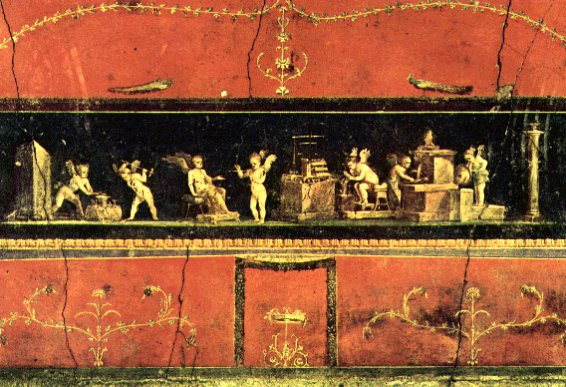
Fresque de la casa Vettii à Pompéi datant d'avant l'an 79 : à gauche, un putto frappe au marteau des monnaies.

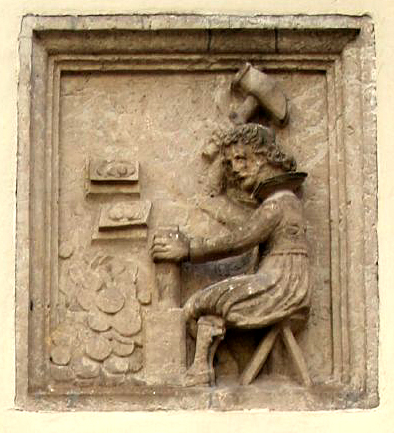
Ancien bas-relief sculpté figurant la frappe au marteau, Rostock.

La frappe au marteau est l'un des plus anciens procédés de frappe principalement utilisé pour la fabrication des pièces de monnaie, et ce, jusqu'au début du XVIIe siècle.
L'autre procédé, la monnaie coulée, passe par le moulage et la fonderie.

## Procédé
- Affinage : un ouvrier réduisait, au marteau, le lingot ou la plaque de métal à l'épaisseur voulue.
- Taille : les flans étaient taillés, découpés, à la cisaille dans la plaque, ou par un emporte-pièce
- Ajustage : les flancs étaient ensuite ajustés par limage et martelage pour atteindre le poids, la dimension et l'épaisseur voulus
- Frappe : sur un coin fixe, on posait le flan. Ce coin était un coin de pile, en référence à la pièce de billot ou de pile sur laquelle il était fiché. Le monnayeur tenait le coin mobile, dit de face, à la main ou avec des pinces et le frappait à plusieurs reprises avec un lourd marteau contre le flan. La frappe était réalisée à froid.

## Inconvénients
- Le problème de la découpe à la cisaille : la technique manuelle de découpe à la cisaille produisait des contours irréguliers rendant difficile l'identification des monnaies rognées.
- Le problème du tréflage : le risque de double frappe, ou tréflage, par glissement du flan, était courant.
- Le problème du décentrage de l'un des coins par rapport au flan. Certaines émissions étaient réalisées avec des flans plus petits que les coins, ce qui enlevait finalement une partie de l'empreinte, notamment de la légende circulaire.
- Le problème de la frappe incuse d'un coin dans l'autre : certains flans étaient si fins que l'empreinte d'une face apparaissait sur l'autre.
- Le problème des fendillements : un flan mal préparé pouvait se fendre à la frappe.

Le procédé donnait donc des monnaies de qualité très inégale, qui ne présentait pas toujours au mieux l'autorité monétaire.
Ensuite, pour augmenter la production, les monnaies étaient produites à partir d’une bande de métal à la bonne épaisseur, puis découpées. La méthode du monnayage au marteau a démontré qu’il était difficile de fabriquer des monnaies d’un diamètre toujours régulier et les monnaies étaient sujettes à la rognure, quand des gens peu scrupuleux taillaient les bords du métal précieux parce qu’il était difficile de déterminer le diamètre exact d’origine. Ou aussi, quand les monnaies étaient mises dans une bourse qui était vivement agitée pour produire un peu de poussière métallique qui restait au fond.